# ステレンボッシュ大学

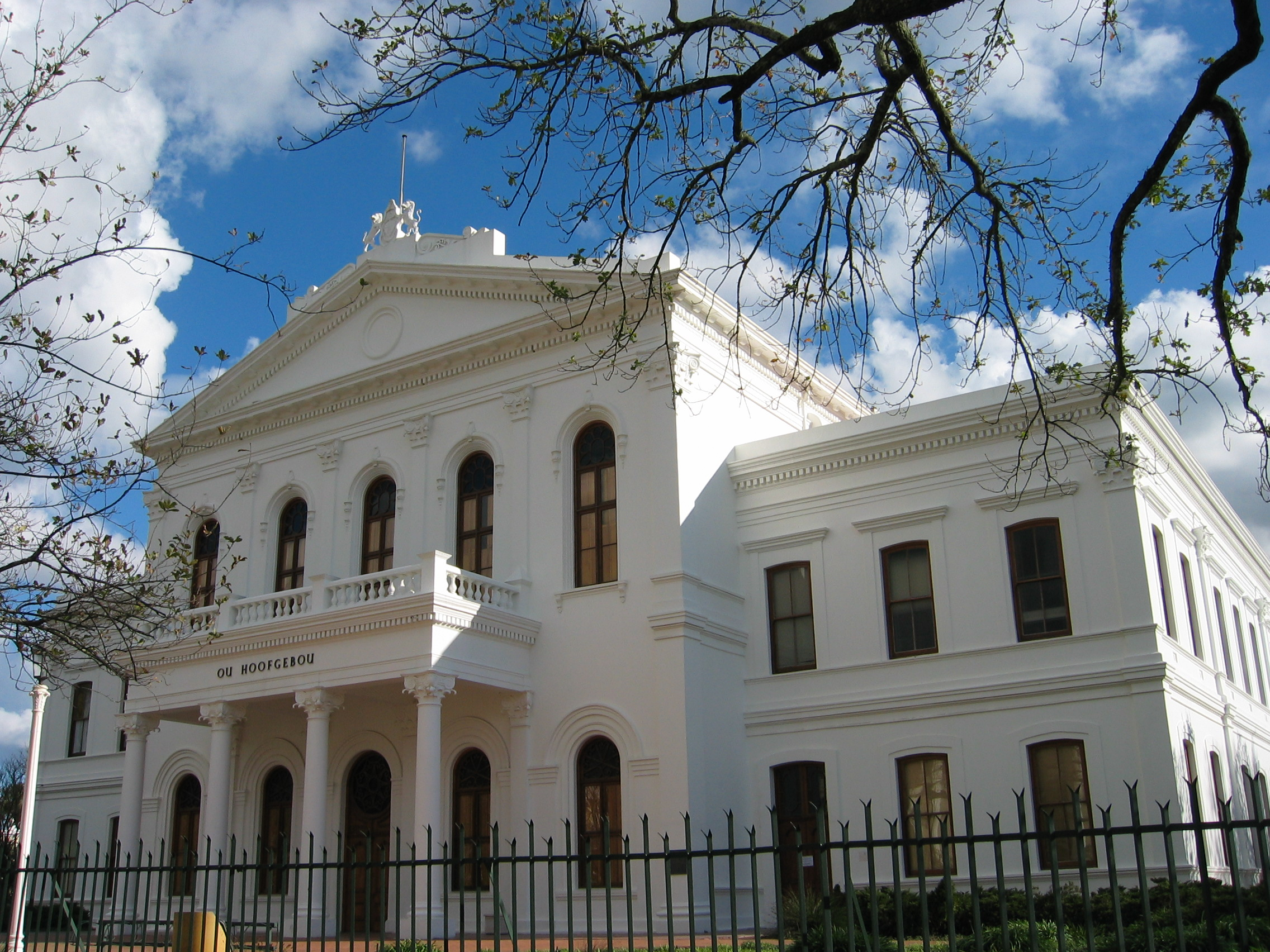
Die Ou Hoofgebou（かつてのアドミニストレーション棟、現在の法学部） ステレンボッシュ大学キャンパス

ステレンボッシュ大学（アフリカーンス語: Universiteit Stellenbosch; 英: Stellenbosch University）は南アフリカ共和国のステレンボッシュに位置する同国最先端の公立大学である。近くにはケープタウン大学や西ケープ大学がある。
ステレンボッシュ大学（略称: “SU”）は、1999年にアフリカで初めて打ち上げられたマイクロサット“SUNSAT”を設計・製造した。
ステレンボッシュ大学はアフリカの大学として初めて「自然科学および人文学における知識へのオープンアクセスに関するベルリン宣言」を批准した。
ステレンボッシュ大学の学生は「マティーズ（Maties）」と呼ばれる。一部ではこれが大学のラグビーチームのチームカラーが栗色であることに由来する（„tamatie”はアフリカーンス語でトマトを意味する）といわれているが、アフリカーンス語の口語表現で友人・仲間を意味する„maat”に由来するという説が有力である。後者はもともと、ケープタウン大学の前身の「サウス・アフリカン・カレッジ」の学生によって縮小的に使われていた。

## 歴史
この大学の起源は1866年3月１日に開校したステレンボッシュギムナジウムにまで遡ることができる。1881年にステレンボッシュ大学(Stellenbosch College)と名前を変え、この頃は現在の芸術学科の場所に位置していた。1887年にはヴィクトリア・カレッジと改称し、1918年4月2日には総合大学としての地位を獲得して現行のステレンボッシュ大学へと名称を変えた。もともとケープ地区にはケープタウン大学のみが総合大学としておかれることになっていたが、政府にヴィクトリア・カレッジからの代表者が訪れた後、10万ポンドを工面するという条件で総合大学となることが許可された。:290-1:291 :291その金額は、ステレンボッシュの豪農、ジャニー・マレが1915年の彼の死去の前に遺譲した。彼の寄付には条件があった。それは、オランダ語とアフリカーンス語が英語と同様の地位を得て、講師は少なくとも講義の半分をオランダ語もしくはアフリカーンス語で行うということであった。
2014年12月、ステレンボッシュ大学の医療専門家チームが21歳男性への男性器移植手術に世界で初めて成功した。

## 名前
ステレンボッシュ大学は4つの異なる名称を使い分けている。英語では“University of Stellenbosch”と“Stellenbosch University”、アフリカーンス語では„Universiteit van Stellenbosch”と„Universiteit Stellenbosch”である。

## ランキング
ステレンボッシュ大学の職員と学生は、ステレンボッシュ大学が世界に通用する大学であると考えている。これは彼らの大学に対する高いプライドと評価を示している。ステレンボッシュ大学は南アフリカ共和国内で20校、西ケープ地区で3校しか無い公立大学の一つである。
南アフリカ共和国やアフリカには大学ランキングの制度が存在しないが、多くの国際ランキングにステレンボッシュ大学はランクインしている。タイムズ・ハイアー・エデュケーション誌の世界大学ランキング最新版では、ステレンボッシュ大学は251-275位にランクインし、アフリカでは3位となった。このほかにも、著名なランキングであるQS世界大学ランキングでは近年361位にランクインし、同じくアフリカでは2位であった。
ライデン大学による2013年CWTSライデンランキングによると、世界のトップ大学500校のなかでステレンボッシュ大学は395位であった。 このランキングでは、ケープタウン大学に次いで南アフリカ共和国でもアフリカでも2位にランクインした。2012年のウェボメトリックスによるウェブ上の履歴のランキングは、ステレンボッシュ大学はアフリカで2番目に多かった。これも再びケープタウン大学の後塵を拝することとなった。
アスペン研究所が発行するビヨンド・グレイ・ストライプス誌2011-12年版での調査によると、ステレンボッシュ大学ビジネススクールのMBAプログラムは世界のトップビジネススクール100校のなかで65位にランクインした。ステレンボッシュ大学ビジネススクールは南アフリカ共和国、そしてアフリカ大陸において唯一トップ100校のリスト入りを果たした。

## 場所
南アフリカでケープタウンに次いで二番目に古い町であるステレンボッシュは、人口90000人(学生除く)ほどの学園都市である。ケープタウンから50kmほど、ワイン作りで有名なエールステリヴァー(アフリカーンス語で「第一の川」)の土手になっている地域に位置している。街中には大きなオークの並木があり、そのためこの街はエイケスタッド（アフリカーンス語: Eikestad、「オークの町」の意）という愛称で呼ばれている。また、美しい山々に囲まれた地域でもある。ステレンボッシュ大学の教育は、ステレンボッシュの主キャンパスのほかにもタイガーバーグキャンパス(健康科学学部)、ベルヴィルパークキャンパス(ステレンボッシュ大学ビジネススクール)、サルダナキャンパス(軍事科学学部、南アフリカ国防軍士官学校を使用)に分かれて行われている。

## 言語
ステレンボッシュ大学は、特に学部生や優秀コース生はおもにアフリカーンス語を使用する大学である。しかし、課題や試験では英語とアフリカーンス語の両方が認められている。講義での言語も学部によって異なり、例えば人文学部では40%が英語で、ほとんどの講義が双方の言語で行われ、ほとんどの講義プリントや規則で使われる言語は学生の話す言語の比率によって決まっている。
大学院生のクラスになると、講義での言語は学生の比率によって決められる。上級の大学院生向けコースの大多数が英語で行われている。2008年の大学の発表によると、学生の母国語は60％がアフリカーンス語、32％が英語、1.6%がコサ語である。
言語に関する規則 は、今でも協議され続けている。というのも、アフリカーンス語での講義がある高等教育機関は南アフリカ共和国には他にほとんど残っていないからである。このため、アフリカーナーのなかでは中心的な大学として、高い評価を得ている。

## 学生の出自
ステレンボッシュ大学の人種別学生数は次の通りである。: 
| 人種 (2024年)         | 割合  | 合計   |
| --------------------- | ----- | ------ |
| 白人                  | 45.9% | 16,254 |
| 黒人                  | 21.4% | 7,572  |
| カラード              | 15.4% | 5,456  |
| 外国人(international) | 10.1% | 3,589  |
| アジア人              | 0.26% | 96     |
| 不明                  | 3.63% | 1,285  |
| 合計                  | 100%  | 35,385 |

## 学部・大学院

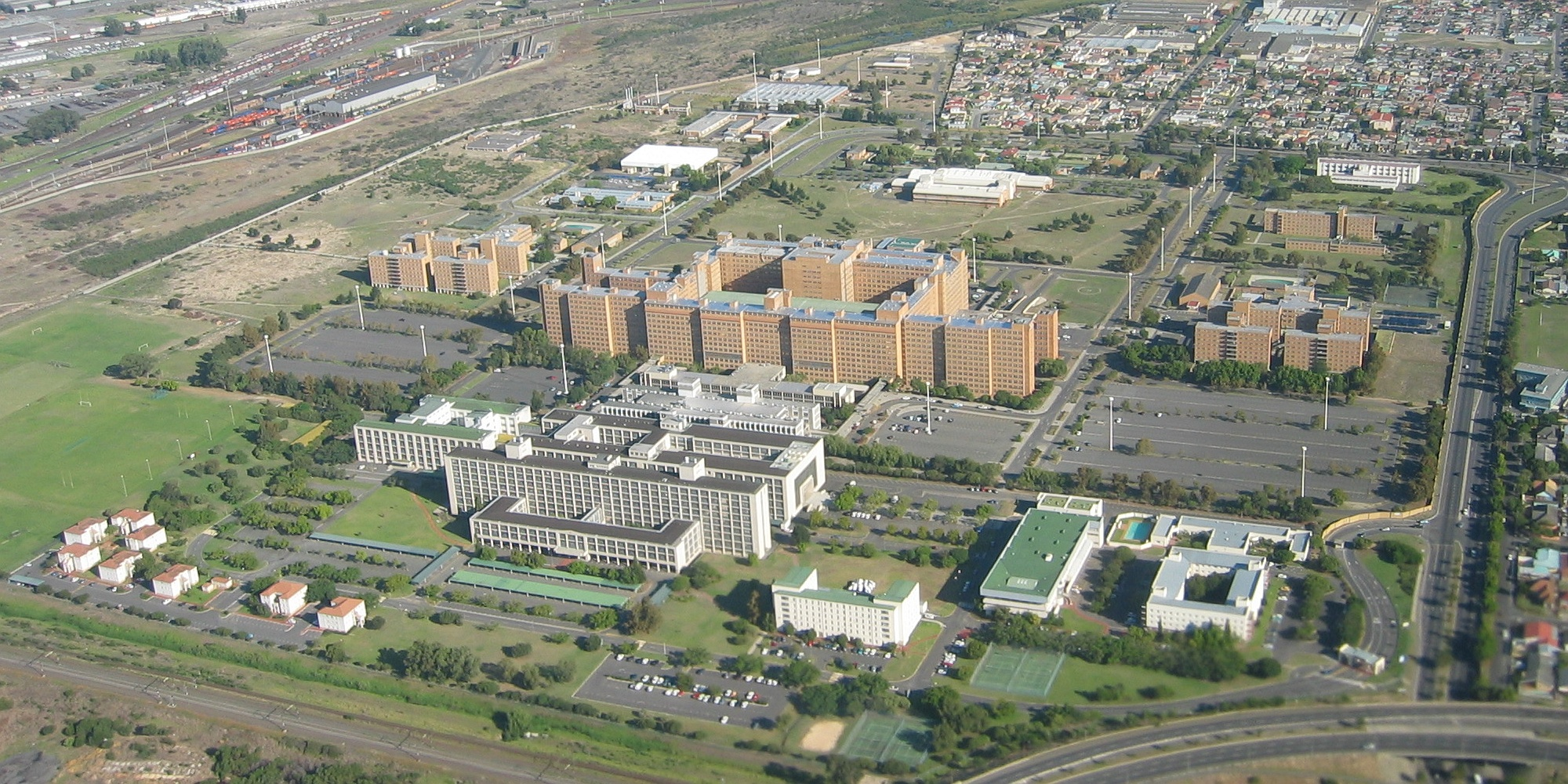
The university's Tygerberg medical campus, viewed from the air

ステレンボッシュ大学は10の学部・150の学科からなる。また、40以上の研究所・施設を所有している。
本キャンパスには、
- 人文学・社会科学学部
- 理学部
- 教育学部
- 農学部[20]
- 法学部
- 神学部
- 経済・経営学部[21]
- 工学部

他のキャンパスには、
- 軍事科学部 — サルダナキャンパス
- 健康科学部 — タイガーバーグキャンパス
- ステレンボッシュ大学ビジネススクール — ベルヴィルキャンパス

がある。
パンアフリカン大学の南部アフリカ拠点が南アフリカ共和国にあり、宇宙科学に注力している。
この決断は、電波望遠鏡「スクエア・キロメートル・アレイ」を呼び込もうとする南アフリカ共和国政府の考えに関係している。2009年9月、アフリカ連合の科学理事であるジャン＝ピエール・エザンはパンアフリカン大学のステレンボッシュ大学支部が2010年2月に開局するよう求められていると語った。しかし、ユニバーシティーワールドニュース誌によると、パンアフリカン大学の計画は他の地域では進んでいるが、南部アフリカにおいては後れを取っている。

## 施設・サービス
J.S.ゲリック図書館は主要施設の外にあるキャンパス周辺のあらゆる情報を収集しており、UNIVACという大学所有のメインフレームにおいてデータベース化され、コンピューターで管理されている。ほかにも別の学部向けに図書館があり、神学図書館、法学図書館、タイガーバーグ医学図書館がある。
ステレンボッシュ大学には、音楽学校と二つのコンサートホールがある。そこは国際的に評価を得ているステレンボッシュ大学合唱団の本拠地である。この合唱団は、南アフリカ共和国で最も歴史のある合唱団で、海外の賞も数多く受賞している。 
ステレンボッシュ大学には、H.B.トム劇場として知られる430人収容の劇場と、円形演技場がある。こうした施設は、この大学の演劇学科が人文学・社会科学学部の指導のもとで使用している。演劇学科は通常、演劇、キャバレー、ミュージカルなどを上映している。
ステレンボッシュ大学附属植物園は、南アフリカ共和国の大学附属植物園の中で最も古い。
ランゲンホーフェン学生センター(通称ニールシー)には学生自治委員会、食堂、映画館、郵便局、ショッピングセンター、相談所、すべての学生団体の事務所などがある。食堂では、昼時になると学生バンドや娯楽・アクティビティの宣伝がよく行われる。
ステレンボッシュ大学にはMFM(Matie FM)というラジオ局があり、ニールシーから放送されている。これは、92.6mHzのFMで、ステレンボッシュ全域で聞くことができる。音楽、ニュース、娯楽、そして学内情報が放送されている。
また、情報誌も刊行されており、学生向けにDie Matie(隔週刊)、職員向けにはKampusnuus(月刊)と呼ばれるものがある。年に一度、Die Stellenbosch Studentという年報が公式に刊行され、配布されている。Matielandという校友会雑誌も公式に刊行されている。これは年に二回だけ発行され、同窓生や大学関係者総勢10万人ほどに贈られる。

## スポーツ
スポーツ施設は二つの競技場、二つの大きなプール(一つは屋内プール)、クッツェンバーグセンターなど本格的なものから娯楽に至るまで30以上のスポーツ向けのものがある。クッツェンバーグセンターは多目的施設であり、式が行われたり、屋内スポーツができる。また、広大な競技場、体育館、最近完成したフットボール複合施設があり、グラウンド内には人工芝ホッケー場が二面ある。
ステレンボッシュ大学の競技場は2006年にラグビーのルール改定の試験に使用されたことがあり、このときのルールをステレンボッシュ法規という。

## 参照
1. ↑   Stellenbosch University Annual Report 2011. University of Stellenbosch. p. 83 2013年5月21日閲覧。
2. ↑  "Meet Pokkel the Maties mascot" Archived 2011年6月13日, at the Wayback Machine., Matie News, 18 February 2009
3. ↑  https://hdl.handle.net/10019.1/4828
4. 1 2 3  Pretorius, Fransjohan (2014). A History of South Africa: From the Distant Past to the Present Day. Hatsfield, Pretoria: Protea Book House. ISBN 978-1-86919-908-1
5. ↑  Gallagher, James (2015年3月13日). “South Africans perform first 'successful' penis transplant”. BBC News. 2015年3月15日閲覧。
6. ↑  SUN.ac.za
7. ↑  SUN.ac.za Archived 2010年11月16日, at the Wayback Machine.
8. ↑  “World University Rankings 2015-2016”.  Times Higher Education (2015年). 2015年10月1日閲覧。
9. ↑  “Top Universities in Africa 2011-2012”. Top Universities.   Times Higher Education. 2013年5月21日閲覧。
10. ↑  “QS World University Rankings® 2015/16”.   Quacquarelli Symonds Limited (2015年). 2015年9月18日閲覧。
11. 1 2  “QS World University Rankings”.   topuniversities.com. 2017年10月25日閲覧。
12. ↑  “Top African universities”.   The Times Higher Education (2012年). 2012年10月7日閲覧。
13. ↑  “QS World University Rankings”.   QS Quacquarelli Symonds Limited (2012年). 2012年10月7日閲覧。
14. ↑  “CWTS Leiding Ranking 2013”.   Leiden University. 2013年5月21日閲覧。
15. ↑  “アーカイブされたコピー”. 2010年2月21日時点のオリジナルよりアーカイブ。2009年11月21日閲覧。
16. ↑  “MBA Degrees and Business Schools in South Africa”.   Mba.co.za. 2013年3月20日閲覧。
17. ↑  Anthonissen, Christine (2008年10月). “Language choices of English L1 learners in a Western Cape High School”. 2011年4月11日閲覧。
18. ↑   « Afrique du Sud : Stellenbosch, bastion de l’ombre de l’apartheid », Arthur Cerf, Le Journal International, 20 août 2013
19. ↑  “Statistical profile”. www.sun.ac.za.   Stellenbosch University. 2025年5月15日閲覧。
20. ↑  AgriSciences
21. ↑  Economic and Management Sciences
22. ↑  Gilbert Nganga (2010年7月4日). “Pan-African University close to starting”. University World News. 2011年12月1日閲覧。
23. ↑  Linda Nordling (2009年9月2日). “Pan-African University could launch early next year”. SciDev. 2011年12月1日閲覧。
24. ↑  University World News, 22 November 2013,  retrieved 3 May 2014
25. ↑  “World Rankings - INTERKULTUR”.   interkultur.com. 2013年2月12日時点のオリジナルよりアーカイブ。2013年3月20日閲覧。
26. ↑  “アーカイブされたコピー”. 2011年12月7日時点のオリジナルよりアーカイブ。2012年1月24日閲覧。